# فرودگاه سولا ایر استیشن
فرودگاه سولا ایر استیشن (به انگلیسی: Sola Air Station) یک فرودگاه نظامی و همگانی با کد یاتا SVG است که یک باند فرود آسفالت دارد و طول باند آن ۲۸۵۶ متر است. این فرودگاه در شهر استاوانگر کشور نروژ قرار دارد و در ارتفاع ۹ متری از سطح دریا واقع شده است.